# Антонюв (гміна Жарнув)
Антонюв (пол. Antoniów) — село в Польщі, у гміні Жарнув Опочинського повіту Лодзинського воєводства.
Населення — 105 осіб (2011).
У 1975-1998 роках село належало до Пйотрковського воєводства.

## Демографія
Демографічна структура станом на 31 березня 2011 року:
|          | Загалом | Допрацездатний вік | Працездатний вік | Постпрацездатний вік |
| -------- | ------- | ------------------ | ---------------- | -------------------- |
| Чоловіки | 55      | 12                 | 39               | 4                    |
| Жінки    | 50      | 15                 | 21               | 14                   |
| Разом    | 105     | 27                 | 60               | 18                   |